# Companhia Chronos de Teatro
A Companhia Chronos de Teatro é uma companhia teatral criada em 1997, pela união de artistas, bacharéis em teatro formados pela Universidade do Rio de Janeiro – Uni Rio, que estabeleceram uma mesma visão e posicionamento diante do mundo e da arte.
Durante seu percurso ao longo dos últimos anos, dentre várias montagens realizadas, a Companhia procurou fomentar a crescente formação de atores no mercado carioca, seja através de estágios em espetáculos, seja pela absorção de novos atores ao grupo de forma permanente. A Escola de Teatro Martins Pena têm sido uma importante fonte de novos talentos para o grupo, que por meio da experiência adquirida em uma produção profissional, se integram ao mercado de trabalho e têm a oportunidade de continuar seu desenvolvimento artístico.

## Espetáculos realizados
- 2004/2005 - Presiganga - Texto e direção: Marcos Henrique Rego (infanto juvenil)
- 2004 - Um Jardim de Histórias - Texto e direção: Marcos Henrique Rego (infanto juvenil)
- 2003/2004 - Nosferatu - Texto e direção: Marcos Henrique Rego (adulto)
- 2000/2001/2002 - Os Pilões e a Pólvora - Texto e direção: Marcos Henrique Rego (infanto juvenil)
- 2000 - Que Pena Ser Só - Adaptação da peça de João do Rio - Direção: Marcos Henrique Rego (adulto)
- 1999 - Eva - de João do Rio - Direção: Marcos Henrique Rego - (Adulto)
- 1997/1998 - O Oráculo - de Artur Azevedo -  Direção: Cláudio Torres Gonzaga (adulto)